# 竜馬におまかせ!
『竜馬におまかせ!』（りょうまにおまかせ）は、1996年4月10日から6月26日まで、毎週水曜日22:00 - 22:54に日本テレビ系の「水曜ドラマ」枠で放送された連続テレビドラマ。主演は、浜田雅功。

## 概要
- 幕末の坂本龍馬とその周囲の活躍を題材としたコメディドラマ。竜馬が歴史の表舞台に出るもっと前、土佐から江戸に出て来た文久2年頃がこのドラマの舞台である。
- 夢路以外のレギュラーメンバーは全て実在の人物である。竜馬が江戸に滞在していた頃、実際に他の皆も江戸に滞在していた。
- 竜馬と全く関係が無かったであろう黒駒の勝蔵などの人物も登場し、竜馬と絡んでいる。どのキャラクターも、歴史上とは異なり和気藹々とおちゃらけているのが特徴である。
- 坂本龍馬がバンドを組んだり、フランケンシュタインが登場したり、本放送当時人気を博していた「マジカルバナナ」らしきゲーム「摩訶摩訶不思議」が登場したり、死んだはずの吉田松陰が蘇生によって生き返ったりと、時代劇の枠を大きくはみ出している。
- OPムービーも出演者たちが現代の洋服を着てバスケットボールに興じるという異色のものだった。
- 当初から「関西弁の竜馬」など、ドラマと言うよりもコントの延長線上にあった作風であったが、ますますバラエティ重視にシフトしていった。
- 浜田と三谷幸喜の「夢のタッグ」として、日本テレビは事前番組の放映や初回放送分の枠を拡大するなど力を入れたが、視聴率は奮わなかった。2024年現在まで映像ソフト化はされていない。
- 三谷が日本テレビで脚本を書いたドラマは、2024年現在まで本作のみである。

## 主な登場人物
坂本竜馬
演 - 浜田雅功
土佐藩出身であるが関西弁で喋る為、第一話で清河八郎に指摘され、近藤長次郎が「それは言っちゃいけないのに〜」と述べるやりとりがある。剣術の腕は定かではなく、普段から刀を持ち歩かない。斬り合いになるとデコピンで応戦する（とても痛いし、ムカつくらしい）。ドラマ中盤からシークレットブーツをはくようになる。仲間思いで皆から頼りにされている。
近藤長次郎
演 - 北原雅樹
竜馬の幼馴染。竜馬と共に上京してきて、小千葉道場に転がり込む。実家が饅頭屋なので、あだ名はそのまま饅頭屋。
岡田以蔵
演 - 反町隆史
京都で「人斬り以蔵」と恐れられる。清河のもとにいたが、竜馬との偶然の再会を果たし小千葉道場に住み込む。刀は一時も手放そうとしない。剣の腕は確か。手先が器用で紙切りが得意。坂本と聞くと過敏に乙女を思いつく。勝海舟の持ってきた女体の絵に興味を示すなど、そのクールなキャラとは裏腹な面も見せる。バンドではウッドベースに武蔵丸と名づける。
千葉貞吉
演 - 伊東四朗
小千葉道場の道場主。大の発明オタク。周囲に内緒で相模屋に通う。
千葉重太郎
演 - 別所哲也
千葉貞吉の長男。剣の腕はドラマ中では判断できない。真面目で単純な性格のため流されやすい。「桶町千葉道場の千葉重太郎です。重は重箱の重」と初対面の場合は律儀に挨拶する。
千葉さな
演 - 緒川たまき
貞吉の長女で、重太郎の妹。男勝りで剣の道一筋だったが、一方で侍魂を持った以蔵に想いを寄せる。爆弾と見紛う程の握り飯を作る（以蔵には、まともな握り飯が作れる）。
清河八郎
演 - 西村雅彦
金儲けのことばかり考えている志士。何か企む時は、必ず顔に出て「悪い顔」になる。
勝海舟
演 - 内藤剛志
自宅の表札に「ビクトリー（victory、日本語訳は「勝つ」）」と書き、名を「Sea ship（海 舟）」と称する外国かぶれの軍艦奉行並。大雑把で大らかな性格。
夢路
演 - とよた真帆
勝が贔屓にしている遊郭「相模屋」の遊女。発明家・大野弁吉の娘という設定。
和宮
演 - とよた真帆（二役）
夢路に瓜二つ。美人で有名らしい。
近藤勇
演 - 阿南健治
後の新選組局長。口が大きい。全く金を持っていない。ダンスが異様にうまい。自分の顔を鏡で見るのが怖い。
沖田総司
演 - 梶原善
後の新選組一番隊組長。第3話にて、おだいと筆下ろしを果たした際に結核を移されたが、本人は「風邪が長引いてる」と思い込んでいるので、咳止めドロップを愛用している。設定が史実に準拠しており、美男子とはいえないが、なぜかとてもモテ、多くの女性ファンがいる。後に以蔵にファンを奪われる。
黒駒の勝蔵
演 - 相島一之
歴史に名を残すお尋ね者だが、ひょんなことから竜馬と飲み友達になった。その正体とは対照的におそろしく腰が低く、竜馬は常々「ええ人やな〜」と評する。相模屋で太鼓持ちをしている。
おだい
演 - 中野公美子
相模屋の遊女。子持ち。沖田の初体験の相手となった。
こはる
演 - 星子佳
相模屋の遊女。貞吉が贔屓にしている。
梅
演 - 花原照子
千葉道場の使用人の老婆。

### ゲスト

#### 第1・2話
町娘
演 - 松本人志（友情出演）

#### 第3話
高杉晋作
演 - 寺脇康文（第4・7話）
攘夷派のリーダー格で、爆弾を使い英国大使館の爆破を目論むが、竜馬達の活躍により阻止された。その後、打首にされた師・吉田松陰を甦らせようと再び竜馬の前に現れる。竜馬と上海で出会ったことがあり、上海を別の場所だと勘違いしていた竜馬を気に入る。のち沖田に風邪をうつされ、それが原因で亡くなった。

#### 第5話
千葉道三郎
演 - 緒形幹太
千葉道場本家の息子で、重太郎やさなとは従兄弟の間柄だが、本家と分家の格の違いを見せつける嫌味な性格。昔は「みっちゃん」と呼ばれていた。雷が大の苦手。
秀島藤之助
演 - 伊藤俊人
清河に騙されて破損寸前のアームストロング砲を購入したが、破損した。本人は壊れたアームストロング砲から改良を重ね、和製アームストロング砲を作る。

#### 第6話
下岡蓮杖
演 - 佐藤B作
竜馬、重太郎、以蔵、饅頭屋が就職した写真館の店主。
大政
演 - 加藤満
清水次郎長一家。

#### 第7話
フランケンシュタイン
演 - 輪島大士
北方より漂流した謎の大男。改造人間で、持っている帳面には人間を蘇生させる方法が記してある。竜馬や饅頭屋曰く、姉・坂本乙女に似ているらしい。紙切りが得意で、同じく紙切りを得意とする以蔵にライバル視される。勝海舟の尽力でメリケンに密航した。
吉田松陰
演 - 小林隆
フランケンシュタインと一緒に流れ着いた蘇生法を使い、高杉らの手によって生き返るも、生前のことを何も覚えておらず、不憫に思った竜馬たちの手で、フランケンシュタインと一緒にメリケンに密航した。
村田蔵六
演 - 増田由紀夫
桂小五郎
演 - 軌保白井博光

#### 第8話
富田俊之
演 - 本多俊之（友情出演）
小島四郎
演 - 宮川一朗太（第10話）
荒木三太夫
演 - 桑野信義（第9・10話）
江戸城の蔵番をしていたが、以蔵達に倒され、責任をとるために切腹させられそうになるが、勝に命を救われる。後に竜馬たちに楽器演奏を指導し、「荒木三太夫らぐたいむばんど」のバンドマスターとなる。桑野本人がそうであるように、トランペット（劇中では、コルネット）が大得意。

#### 第9話
大野弁吉
演 - 柳生博
加賀国の発明家で夢路の父。竜馬のバンドのピアノの製作者で、彼の家にはビリヤード、コーヒー、タバコ、電話の設計図などがある。
町娘
演 - 華原朋美

#### 第10話
小栗上野介
演 - 石丸謙二郎（第11・最終話）

#### 第11話
西郷吉之助
演 - 小倉久寛
さなに一目惚れし、縁談をもちかけるが断られる。竜馬たちが天誅を下されようとした際に嘘を言い、救った。お礼に楽器を渡されるが、それが原因となり、島流しされる。後の西郷隆盛。
武市半平太
演 - 池田成志
以蔵と主従関係を結んでいたが、清河にうながされた以蔵に殺されはしないものの、峰打ちで気絶させられる。とにかく口が臭いらしい。

#### 最終話
徳川家茂
演 - 山崎邦正
竜馬たちのバンド演奏に魅せられ、攘夷を中止した。作品中では沖田総司に結核をうつされた。

## その他

### 登場人物のその後（エンド5分）
- 近藤：京都に上って新選組を結成したが、明治元年に官軍により首をはねられる。
- 沖田：同じ年、病気で亡くなる（沖田は穏やかな顔でドロップを舐め、広川のナレーションは「身体は大事にしましょうね」）。
- 清河：竜馬が京都に上った直後、街を歩いている際にいきなり暗殺される。いつもの悪い顔であった。
- 以蔵：全国を放浪し京都に戻るが、かつての人斬りの罪で、3年後にウッドベース（武蔵丸）を持ったまま処刑される。
- 饅頭屋：亀山社中に参加するが、隊のゴタゴタに巻き込まれて切腹させられてしまう。
- 勝蔵：討幕運動に参加するが、自身がお尋ね者だったことをすっかり忘れており、役人に捕まって明治4年に、「じゃあね」と笑いながら処刑される。
- 貞吉：家督を息子の重太郎に譲り、発明に明け暮れる楽しい晩年を送った。
- 重太郎：貞吉の後を引き継いで道場を経営。堅実な人生を送り、62歳で亡くなる。
- さな：生涯竜馬を待ち続けたが、出会うことは二度と無く、一生独身を貫き、一度の接吻の思い出を胸に59歳で亡くなる。墓には「坂本竜馬の妻」と記されている。
- 勝：明治になっても生き続け、明治32年に77歳で亡くなる。
- 夢路：アメリカに渡り、テキサスの油田王と結婚したと言われる。
- 竜馬：貞吉が発明したインチキ防具とケチャップで暗殺の一件から免れた。

### 荒木三太夫らぐたいむばんど
- 竜馬：ボーカル
- 饅頭屋（長次郎）：ドラム
- 重太郎・さな：ピアノ
- 以蔵：ウッドベース（武蔵丸）
- 清河：クラリネット（かつて全国を放浪していた時、尺八を嗜んでいた）
- 勝：トランペット
- 夢路：タンバリン
- 近藤：バックダンサー
- 沖田：バイオリン
- 勝蔵：バンジョー

## スタッフ
- 脚本：三谷幸喜
- 演出：細野英延、五木田亮一、大平太
- プロデューサー：梅原幹
- 音楽：本多俊之（挿入曲：「OCEAN WIND」）
- 主題歌：H Jungle with t「FRIENDSHIP」
- ナレーション：広川太一郎
- 題字：榊莫山
- 歴史監修：菊地明（新撰組研究家）
- ファイティングコーディネイト：佐々木修平
- チーフプロデューサー：小杉善信
- 協力プロデューサー：菅賢治、大澤雅彦
- 協力：龍馬研究会、高知放送、山形放送、大映
- 技術協力：NTV映像センター
- 製作著作：日本テレビ

## 放送日程
| 各話                                                       | 放送日  | サブタイトル                     | 視聴率 |
| ---------------------------------------------------------- | ------- | -------------------------------- | ------ |
| 第1話                                                      | 4月10日 | 勝海舟暗殺計画                   | 14.4%  |
| 第2話                                                      | 4月17日 | 人斬り以蔵奪回作戦               | 12.8%  |
| 第3話                                                      | 4月24日 | あ々暁のエゲレス公民館 その1     | 11.0%  |
| 第4話                                                      | 5月01日 | あ々暁のエゲレス公民館 その2     | 12.4%  |
| 第5話                                                      | 5月08日 | アームストロング砲をぶっ放せ     | 14.9%  |
| 第6話                                                      | 5月15日 | 次郎長一家をやっつけろ           | 12.5%  |
| 第7話                                                      | 5月22日 | 文久二年のフランケンシュタイン   | 12.5%  |
| 第8話                                                      | 5月29日 | 荒木三太夫らぐたいむばんど その1 | 13.5%  |
| 第9話                                                      | 6月05日 | 荒木三太夫らぐたいむばんど その2 | 12.5%  |
| 第10話                                                     | 6月12日 | 荒木三太夫らぐたいむばんど その3 | 12.7%  |
| 第11話                                                     | 6月19日 | 荒木三太夫らぐたいむばんど その4 | 14.1%  |
| 最終話                                                     | 6月26日 | 坂本竜馬暗殺計画                 | 14.8%  |
| 平均視聴率13.30%（視聴率は関東地区・ビデオリサーチ社調べ） |         |                                  |        |

- 初回は「竜馬におまかせ!90分拡大スペシャル!!」と題し22時 - 23時24分に放送[1]。

## エピソード
- 放映日の深夜1時45分から10分間「『竜馬におまかせ!』のココがまちがってる!!」という史実検証番組も放送した（一部地域を除く同時刻ネット）。番組では「これはコメディ」という訂正がなされた。
- ただ、最終回のエピローグとして数分流れた「登場人物のその後」では、竜馬は結局、暗殺事件を小千葉道場手製の防具とケチャップで乗り切り、その後も生き続けているということになっているほか、黒駒の勝蔵も処刑される際に「じゃあね」と笑いながら視聴者に喋りかけたり、清河八郎も悪い顔で殺されるなど、最後の最後までいつものお約束を貫き通している（後述）。
- 主演・浜田へのドッキリも兼ねて松本人志がたびたび町娘の格好で友情出演した。その模様は『ダウンタウンのガキの使いやあらへんで!』などでも紹介された。再放送分では、カットされている。
- 千葉さな役は、当初鈴木杏樹が演じる予定であったが、鈴木が腸閉塞を患ったため、緒川たまきが代役として起用された。
- 三谷は放送中盤より仕事で海外を訪れており、帰国した際には自分が描いていたドラマと全く違う方向になっていたため（「らぐたいむばんど」の話が長らく続くなど）嫌気が差したと雑誌の取材で述べたことがある。
- 遅筆で有名な三谷であるが、このドラマでは特に顕著で、次回予告に「まだ脚本も撮影も出来てません!」と、浜田がナレーションを入れ、撮影合間の俳優陣を映してその場を凌ぐほどであった。
- 上記のように歴史事実を無視した奇抜な内容から、放映当初より日本テレビはもとより三谷本人にも龍馬ファン、時代劇ファンを中心に抗議が殺到した。（武田鉄矢は、三谷に抗議文を送付した。）
- なお主演の浜田は本作の主人公・坂本竜馬役の役作りのために本作開始以前からヘアースタイルをパーマにしていた。